# Romênia nos Jogos Olímpicos de Inverno de 2014
A Romênia participou dos Jogos Olímpicos de Inverno de 2014, realizados na cidade de Sóchi, na Rússia. Foi a vigésima aparição do país em Olimpíadas de Inverno.

## Desempenho

### Biatlo
Feminino
| Atleta      | Evento           | Final   | Final       | Final   |
| Atleta      | Evento           | Tempo   | Penalidades | Posição |
| ----------- | ---------------- | ------- | ----------- | ------- |
| Éva Tófalvi | Velocidade       | 22:01.5 | 1 (1+0)     | 22º     |
| Éva Tófalvi | Perseguição      | 32:15.3 | 3 (1+2+0+0) | 26º     |
| Éva Tófalvi | Individual       | 47:30.8 | 1 (0+0+1+0) | 21º     |
| Éva Tófalvi | Largada coletiva | 37:50.9 | 2 (1+0+0+1) | 20º     |

Masculino
| Atleta          | Evento      | Final   | Final       | Final   |
| Atleta          | Evento      | Tempo   | Penalidades | Posição |
| --------------- | ----------- | ------- | ----------- | ------- |
| Cornel Puchianu | Velocidade  | 25:50.7 | 0 (0+0)     | 30º     |
| Cornel Puchianu | Perseguição | 38:19.8 | 6 (0+2+1+3) | 47º     |
| Cornel Puchianu | Individual  | 56:10.4 | 4 (0+0+1+3) | 60º     |

### Bobsleigh
Masculino
| Atleta                                                           | Evento  | Final      | Final      | Final      | Final       | Final   | Final |
| Atleta                                                           | Evento  | 1ª descida | 2ª descida | 3ª descida | 4ª descida  | Total   | Pos.  |
| ---------------------------------------------------------------- | ------- | ---------- | ---------- | ---------- | ----------- | ------- | ----- |
| Florin Cezar Crăciun Nicolae Istrate                             | Duplas  | 57.39      | 57.19      | 57.24      | 57.16       | 3:48.98 | 17º   |
| Dănuț Moldovan Paul Muntean Andreas Neagu Bogdan Laurentiu Otavă | Equipes | 56.25      | 56.16      | 56.62      | Não avançou | 2:49.03 | 24º   |

Masculino
| Atleta                         | Evento | Final      | Final      | Final      | Final      | Final   | Final |
| Atleta                         | Evento | 1ª descida | 2ª descida | 3ª descida | 4ª descida | Total   | Pos.  |
| ------------------------------ | ------ | ---------- | ---------- | ---------- | ---------- | ------- | ----- |
| Maria Constantin Andreea Grecu | Duplas | 59.04      | 59.08      | 59.38      | 59.09      | 3:56.59 | 17º   |

### Esqui alpino
Feminino
| Atleta            | Evento         | Descida 1 | Descida 2 | Total   | Pos. |
| ----------------- | -------------- | --------- | --------- | ------- | ---- |
| Ania Monica Caill | Downhill       |           |           | DNF     | DNF  |
| Ania Monica Caill | Combinado      | 1:51.91   | 1:02.04   | 2:53.95 | 22º  |
| Ania Monica Caill | Slalom gigante | 1:28.53   | 1:28.73   | 2:57.26 | 51º  |
| Ania Monica Caill | Super-G        |           |           | 1:33.73 | 30º  |

Masculino
| Atleta                   | Evento         | Descida 1 | Descida 2 | Total   | Pos. |
| ------------------------ | -------------- | --------- | --------- | ------- | ---- |
| Ioan Valeriu Achiriloaie | Downhill       |           |           | 2:17.46 | 46º  |
| Ioan Valeriu Achiriloaie | Combinado      | DNF       | DNF       | DNF     | DNF  |
| Alexandru Barbu          | Slalom         | 52.82     | 59.84     | 1:52.66 | 21º  |
| Alexandru Barbu          | Slalom gigante | 1:29.47   | 1:29.77   | 2:59.24 | 48º  |

### Esqui cross-country
Feminino
| Atleta     | Evento          | Qualificatória | Qualificatória | Quartas-de-final  | Quartas-de-final | Semifinal      | Semifinal   | Final       | Final       |
| Atleta     | Evento          | Tempo          | Pos.           | Tempo             | Pos.             | Tempo          | Pos.        | Tempo       | Pos.        |
| ---------- | --------------- | -------------- | -------------- | ----------------- | ---------------- | -------------- | ----------- | ----------- | ----------- |
| Timea Sara | 10 km clássico  |                |                |                   |                  |                |             | 34:48.2     | 62º         |
| Timea Sara | 15 km skiathlon |                |                | Clássico: 22:54.0 | 60º              | Livre: 23:10.5 | 60º         | 46:43.0     | 60º         |
| Timea Sara | Velocidade      | 2:48.16        | 49º            | Não avançou       | Não avançou      | Não avançou    | Não avançou | Não avançou | Não avançou |

Masculino
| Atleta                                | Evento                 | Qualificatória | Qualificatória | Quartas-de-final  | Quartas-de-final | Semifinal      | Semifinal   | Final       | Final       |
| Atleta                                | Evento                 | Tempo          | Pos.           | Tempo             | Pos.             | Tempo          | Pos.        | Tempo       | Pos.        |
| ------------------------------------- | ---------------------- | -------------- | -------------- | ----------------- | ---------------- | -------------- | ----------- | ----------- | ----------- |
| Paul Constantin Pepene                | 15 km clássico         |                |                |                   |                  |                |             | 43:39.4     | 62º         |
| Paul Constantin Pepene                | 30 km skiathlon        |                |                | Clássico: 37:52.5 | 45º              | Livre: 35:10.4 | 52º         | 1:13:36.2   | 48º         |
| Paul Constantin Pepene                | Velocidade             | 3:51.54        | 65º            | Não avançou       | Não avançou      | Não avançou    | Não avançou | Não avançou | Não avançou |
| Daniel Pripici                        | Velocidade             | 3:52.68        | 68º            | Não avançou       | Não avançou      | Não avançou    | Não avançou | Não avançou | Não avançou |
| Paul Constantin Pepene Daniel Pripici | Velocidade por equipes |                |                |                   |                  | 26:06.80       | 9º          | Não avançou | Não avançou |

### Luge
Feminino
| Atleta              | Evento     | Final      | Final      | Final      | Final      | Final    | Final |
| Atleta              | Evento     | 1ª corrida | 2ª corrida | 3ª corrida | 4ª corrida | Total    | Pos.  |
| ------------------- | ---------- | ---------- | ---------- | ---------- | ---------- | -------- | ----- |
| Raluca Strămăturaru | Individual | 52.862     | 51.821     | 52.238     | 52.083     | 3:29.004 | 30º   |

Masculino
| Atleta                                | Evento     | Final      | Final      | Final      | Final      | Final    | Final |
| Atleta                                | Evento     | 1ª corrida | 2ª corrida | 3ª corrida | 4ª corrida | Total    | Pos.  |
| ------------------------------------- | ---------- | ---------- | ---------- | ---------- | ---------- | -------- | ----- |
| Valentin Crețu                        | Individual | 53.562     | 53.279     | 52.902     | 53.142     | 3:32.885 | 29º   |
| Nicolae Șovǎialǎ Alexandru Teodorescu | Duplas     | DNS        | DNS        |            |            | DNS      | DNS   |

### Patinação artística
| Atleta         | Evento               | Programa curto | Programa curto | Programa longo | Programa longo | Total  | Total |
| Atleta         | Evento               | Pontos         | Pos.           | Pontos         | Pos.           | Pontos | Pos.  |
| -------------- | -------------------- | -------------- | -------------- | -------------- | -------------- | ------ | ----- |
| Zoltán Kelemen | Individual masculino | 60.41          | 24º            | 98.35          | 23º            | 158.76 | 23º   |

### Salto de esqui
Masculino
| Atleta             | Evento                  | Preliminar | Preliminar | Primeira rodada | Primeira rodada | Final       | Final       | Final       |
| Atleta             | Evento                  | Pontos     | Pos.       | Pontos          | Pos.            | Pontos      | Total       | Pos.        |
| ------------------ | ----------------------- | ---------- | ---------- | --------------- | --------------- | ----------- | ----------- | ----------- |
| Sorin Iulian Pîtea | Pista normal individual | 90.2       | 45º        | Não avançou     | Não avançou     | Não avançou | Não avançou | Não avançou |
| Sorin Iulian Pîtea | Pista longa individual  | 59.6       | 51º        | Não avançou     | Não avançou     | Não avançou | Não avançou | Não avançou |

### Skeleton
| Atleta                | Evento    | Final      | Final      | Final      | Final       | Final   | Final |
| Atleta                | Evento    | 1ª descida | 2ª descida | 3ª descida | 4ª descida  | Total   | Pos.  |
| --------------------- | --------- | ---------- | ---------- | ---------- | ----------- | ------- | ----- |
| Maria Marinela Mazilu | Feminino  | 59.99      | 59.89      | 59.63      | 59.11       | 3:58.62 | 20º   |
| Dorin Dumitru Velicu  | Masculino | 58.72      | 58.44      | 58.91      | Não avançou | 2:56.07 | 25º   |

Legenda
| Recorde mundial      | Recorde mundial (World record)               |                       | Recorde africano                      | Recorde africano (African) |                                           | Q | Classificado por posição (Qualified) |
| Recorde olímpico     | Recorde olímpico (Olympic record)            | Recorde da América    | Recorde da América (Americas)         | q                          | Classificado por melhor tempo (Qualified) |   |                                      |
| Melhor marca do ano  | Melhor marca do ano (World leading)          | Recorde asiático      | Recorde asiático (Asian)              | DNS                        | Não largou (Did not start)                |   |                                      |
| Recorde nacional     | Recorde nacional (National record)           | Recorde europeu       | Recorde europeu (European)            | DNF                        | Não terminou (Did not finish)             |   |                                      |
| Recorde pessoal      | Recorde pessoal do atleta (Personal best)    | Recorde da Oceania    | Recorde da Oceania (Oceania)          | DSQ / DQ                   | Desclassificado (Disqualified)            |   |                                      |
| Recorde da temporada | Recorde da temporada do atleta (Season best) | Recorde sul-americano | Recorde sul-americano (South America) | NM                         | Sem marca (No mark)                       |   |                                      |